# 589. grenadirski polk (Wehrmacht)
589. grenadirski polk (izvirno nemško 589. Grenadier-Regiment; kratica 589. GR) je bil pehotni polk Heera v času druge svetovne vojne.

## Zgodovina
Polk je bil ustanovljen 15. oktobra 1942 s preimenovanjem 589. pehotnega polka; dodeljen je bil 321. pehotni diviziji.
2. novembra 1943 so polk razpustili.